# 亚铁氰酸锂
亚铁氰酸锂是一种无机化合物，化学式Li4[Fe(CN)6]，易溶于水。

## 制备
亚铁氰酸钾经IR-120阳离子交换树脂（H+型），生成亚铁氰酸（H4[Fe(CN)6]）后与氢氧化锂反应，可得到亚铁氰酸锂。

## 性质
易溶于水。水溶液中的化学性质类似亚铁氰酸钾。